# Rui Monteiro
Rui Almeida Monteiro (Praia, 15 juni 1977) is een voormalig Nederlands profvoetballer van Kaapverdische afkomst. Hij speelde als aanvallende middenvelder en kwam uit voor onder meer Sparta Rotterdam en FC Dordrecht.
Monteiro maakte zijn debuut in het Nederlandse betaalde voetbal op 22 augustus 1998 in de competitiewedstrijd Haarlem-Dordrecht '90 (0-4), toen hij na 83 minuten inviel voor Giovanni Franken. Monteiro speelde zeven interlands voor het Kaapverdisch voetbalelftal in de periode 2003-2005.

## Statistieken
- Lijst van spelers van FC Dordrecht
- Lijst van spelers van Sparta Rotterdam